# Nam Ji-sung
Nam Ji-sung (* 15. August 1993 in Busan) ist ein südkoreanischer Tennisspieler.

## Karriere
Nam spielte auf der ITF Junior Tour bereits etwa 50 Matches und erreichte dort 2010 mit Platz 296 seine beste Platzierung.
Ab 2011 spielte Nam regelmäßig Profiturniere, zunächst hauptsächlich auf der drittklassigen ITF Future Tour, kam aber auch zu zwei Einsätzen auf der höherdotierten ATP Challenger Tour. 2012 stellte sich erster Erfolg ein. Er gewann seinen ersten Future-Einzeltitel und erreichte beim Challenger in Seoul das Viertelfinale. Im Doppel stand er bei selbigem Turnier im Finale, das in zwei Sätzen verloren ging. Darüber hinaus sicherte er sich auch im Doppel zwei Future-Titel. Das Jahr beendete er im Einzel in den Top 600 und im Doppel in den Top 500 der Tennisweltrangliste. Anfang 2013 wurde Nam in die südkoreanische Davis-Cup-Mannschaft berufen, wo er in der Partie gegen Indien sein Match gegen Vijayant Malik gewinnen konnte. Bis dato ist seine Bilanz bei vier Begegnungen mit 2:4 leicht negativ.
Bis Mitte 2016 konnte er sich in der Rangliste kaum verbessern. Im Einzel erreichte er drei weitere Challenger-Viertelfinals und gewann ein weiteres Future. Im Doppel schraubte er sein Konto an Future-Titeln auf elf hoch und zog in Bangkok in sein zweites Challenger-Finale ein, wo er erneut unterlag. Nach einer über einjährigen Pause kehrte Nam Anfang 2018 wieder in den Turnierbetrieb zurück. Bei fünf Futures konnte er in diesem Jahr das Finale erreichen, von denen er zwei für sich entschied. Sein bislang größter Erfolg wurde der Finaleinzug beim Challenger in Gwangju, wo er aus der Qualifikation startete und ohne Satzverlust ins Finale einzog. Hier unterlag er in drei Sätzen dem Überraschungsfinalisten Maverick Banes aus Australien. Im selben Zeitraum gewann Nam im Doppel fünf Futures und schaffte ebenfalls in Gwangju mit seinem Landsmann Song Min-kyu das Finale zu erreichen. Dieses gewann er im Match-Tie-Break. In der Rangliste wurde er im Einzel mit Platz 341 Ende 2018 am höchsten geführt, im Doppel steht er aktuell mit Platz 291 knapp unter seinem Höchstwert von Platz 250 aus dem Jahr 2013.

## Erfolge
| Legende (Anzahl der Siege)  |
| Grand Slam                  |
| ATP World Tour Finals       |
| ATP World Tour Masters 1000 |
| ATP World Tour 500          |
| ATP World Tour 250          |
| ATP Challenger Tour (9)     |

### Doppel

#### Turniersiege
| Nr. | Datum             | Turnier     | Belag     | Partner      | Finalgegner                                | Ergebnis          |
| --- | ----------------- | ----------- | --------- | ------------ | ------------------------------------------ | ----------------- |
| 1.  | 18. August 2018   | Gwangju     | Hartplatz | Song Min-kyu | Benjamin Lock Jose Statham                 | 5:7, 6:3, [10:5]  |
| 2.  | 11. August 2019   | Yokkaichi   | Hartplatz | Song Min-kyu | Gong Maoxin Zhang Ze                       | 6:3, 3:6, [14:12] |
| 3.  | 1. September 2019 | Baotou      | Sand (i)  | Song Min-kyu | Teimuras Gabaschwili Mukund Sasikumar      | 7:63, 6:2         |
| 4.  | 23. Juli 2022     | Nur-Sultan  | Hartplatz | Song Min-kyu | Andrew Paulson David Poljak                | 6:2, 3:6, [10:6]  |
| 5.  | 21. Januar 2023   | Nonthaburi  | Hartplatz | Song Min-kyu | Jan Choinski Stuart Parker                 | 6:4, 6:4          |
| 6.  | 3. Juni 2023      | Little Rock | Hartplatz | Artem Sitak  | Alexis Galarneau Nicolas Moreno de Alboran | 6:4, 6:4          |
| 7.  | 22. Juli 2023     | Pozoblanco  | Hartplatz | Song Min-kyu | Luke Johnson Benjamin Lock                 | 2:6, 6:4, [10:8]  |
| 8.  | 14. April 2024    | Busan       | Hartplatz | Ray Ho       | Chung Yun-seong Hsu Yu-hsiou               | 6:2, 6:4          |
| 9.  | 18. Mai 2024      | Taipeh      | Hartplatz | Ray Ho       | Toshihide Matsui Kaito Uesugi              | 6:2, 6:2          |